# Angraecum sacculatum
Angraecum sacculatum är en orkidéart som beskrevs av Rudolf Schlechter. Angraecum sacculatum ingår i släktet Angraecum och familjen orkidéer. Inga underarter finns listade i Catalogue of Life.